# Michele Alboreto
Salvati Michele Alboreto (Milánó, 1956. december 23. – 2001. április 25.) olasz autóversenyző, az 1997-es Le Mans-i 24 órás verseny győztese.

## Korai évek
Autóversenyzői pályafutását 1976-ban kezdte a Formula Monzában. 1978-ban a Formula Italia sorozatban már győzelmeket aratott egy March autóval. 1979-ben részt az európai- és az olasz Formula–3-as bajnokságban, utóbbiban második lett. 1980-ban megnyerte az európai F3-as bajnokságot.

## Formula–1

### Tyrrell

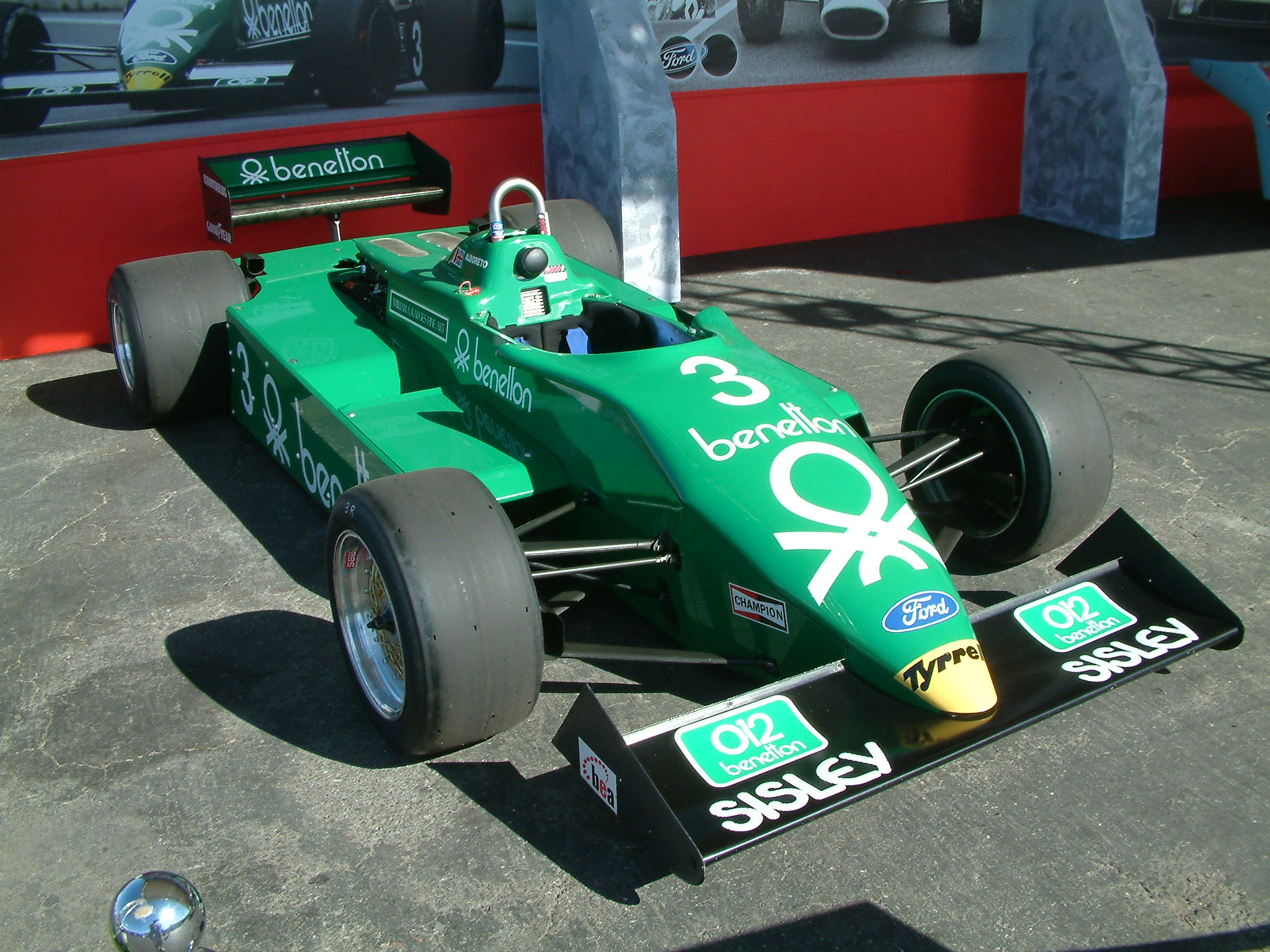
Az 1983-as Tyrrell

1981-ben, 24 évesen debütált a sorozatban a Tyrrell-Cosworth színeiben, a csapatfőnök Ken Tyrrell a gyengén teljesítő Ricardo Zunino helyére ültette be az olaszt. Első versenye szerencsétlenül alakult: honfitárásával, Beppe Gabbianival ütközött a 31. körben és kiesett. Az évad során nem tudott pontot szerezni, legjobb helyezése egy 9. hely volt.
1982-es éve sokkal jobban sikerült az előzőhöz képest. Imolában megszerezte első dobogós helyezését és az utolsó versenyen, Las Vegasban győzött. Összesen 25 ponttal nyolcadikként végzett az év végén, a legjobb olaszként. 1983-ban Detroitban győzött, miután a vezető Nelson Piquet-nek a hátsó gumijával volt problémája, és visszaesett. Ez volt az utolsó szívómotoros győzelem 1989-ig, a turbómotorok betiltásáig. Alboreto ezenkívül csak Zandvoortban, a holland nagydíjon tudott pontot szerezni, ahol 4. lett.

### Ferrari

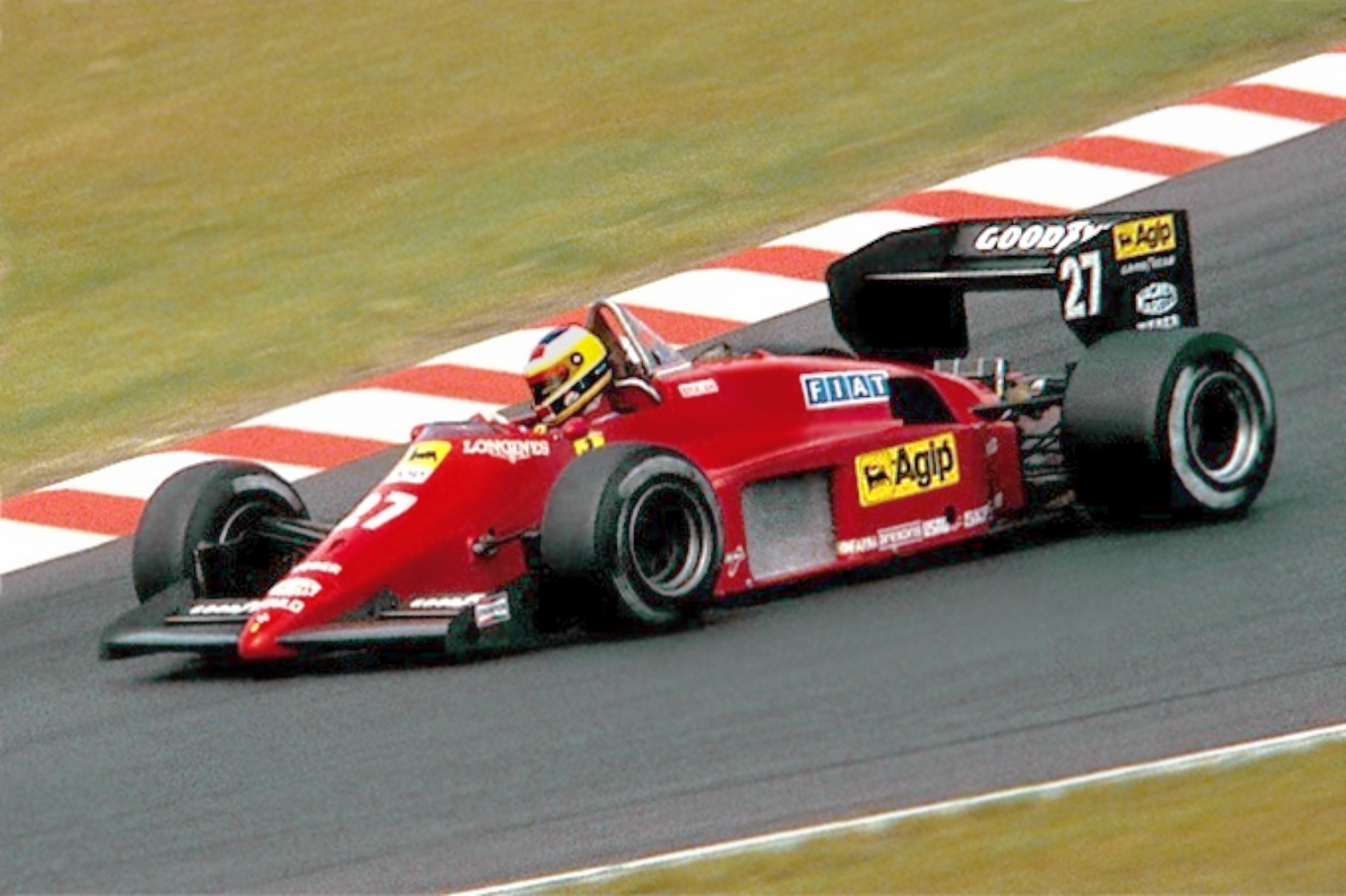
Alboreto az 1985-ös német nagydíj edzésén

1984-re Patrick Tambayt váltotta a Ferrarinál, ahol René Arnoux csapattársa lett. 1973 után ő volt az első olasz a csapatnál, és ő volt az első olasz pilóta, aki ilyen hosszan ezzel a csapattal indult. A harmadik versenyen, Zolderben győzött. Emellett három versenyen állt még dobogóra: az Österreichringen harmadik, Monzában és a Nürburgringen második lett. A szezon végén 30,5 ponttal negyedikként végzett, mivel az esős monacói nagydíjat megszakították, és az olasz 6. helyéért csak fél pontot kapott.
Az 1985-ös volt Alboreto legsikeresebb éve a Formula–1-ben. Két győzelmet aratott: Kanadában és Hockenheimban. Harcban volt a világbajnoki címért is, de az utolsó öt versenyen nem sikerült pontot szereznie. 53 egységgel második lett Alain Prost mögött, 20 pont lemaradással.
Az 1986-os Ferrari, az F1/86 sokkal megbízhatatlanabbnak bizonyult elődjénél. Alboreto összesen kilenc alkalommal esett ki, ebből csak kétszer vezetői hiba miatt, a többi hétben az autó hibásodott meg. Mindössze egy dobogós helyezést ért el az Österreichringen, amikor mindkét Williams kiesett. Az év végén 14 ponttal 9. lett, csapattársa, a svéd Stefan Johansson is megelőzte.

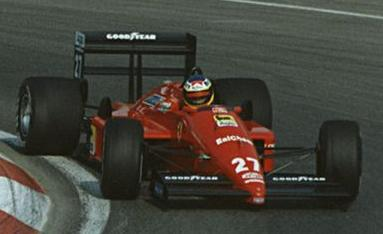
1988-ban, Kanadában

1987-ben Gerhard Berger érkezett a csapathoz, amivel Alboreto vezető szerepe megszűnt. Az osztrák az utolsó két versenyen: Japánban és Ausztráliában is győzött, míg Alboreto csak két harmadik (Imolában és Monacóban) és egy második helyet ért el (Ausztráliában, Berger mögött). Az olasz csak 13 pontot szerzett, 17-tel kevesebbet, mint csapattársa.
1988 volt az olasz utolsó ferraris éve. A szezont a két McLaren uralta, csak Monzában tudott győzni a Ferrari Bergerrel, ahol Alboreto második lett. 24 ponttal az 5. helyen végzett. A csapat nem hosszabbította meg szerződését a következő évre.

### Tyrrell, Larrousse
Alboreto 1989-ben a Tyrrellnél folytatta a pályafutását, de csak az első 6 nagydíjon vett részt. Franciaországtól a francia Jean Alesi helyettesítette, ahol azonnal már a 4. lett. Alboreto Mexikóban ért el egy harmadik helyet, ez volt egyben pályafutása utolsó dobogója is. A német nagydíjtól az év végéig egy versenyképtelen Larrousse-ban ült, egy pontot sem szerzett vele. 6 ponttal a 11. lett az év végén.

### Footwork

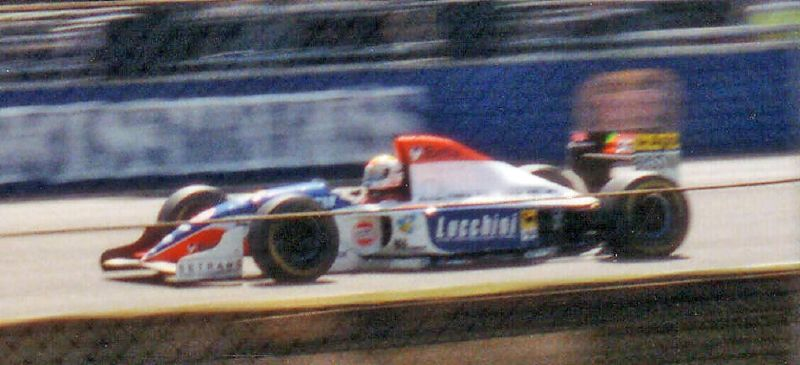
1994-es csapattársa, Pierluigi Martini a brit nagydíjon

1990-től az Arrowsnál versenyzett, amelyet 1991-ben egy japán multimilliomos vásárolt fel és a csapat nevét Footworkre változtatta. Az évad elején Porsche motorokat használtak, később visszatértek Cosworth-re. Alboreto 1990-ben és 1991-ben sem szerzett pontot. 1992-ben a Footwork V10-es Mugen-Honda motorokra váltott, és egy viszonylag jó autót építettek, amellyel Alboreto négyszer szerzett pontot és hatszor végzett a 7. helyen. 6 ponttal 10. lett az egyéni pontversenyben.

### Scuderia Italia, Minardi
1993-ban az olasz Scuderia Italia csapathoz ment, amely rövid története során ért el kisebb sikereket, de 1993-ban a Lola által épített autó újságírók szerint "katasztrofálisan" sikerült. Alboreto nem tudott pontot szerezni, a csapat két futammal a szezonzáró előtt visszavonult a sportágból, utódja 1994-ben a Minardi lett. Az 1994-es autó megbízhatatlan volt az olasz 9-szer esett ki a 16 versenyből. Egy alkalommal szerzett pontot, a monacói nagydíjon 6. lett. A szezon végén Alboreto visszavonult a Formula–1-ből.

## Hosszú távú autóversenyek

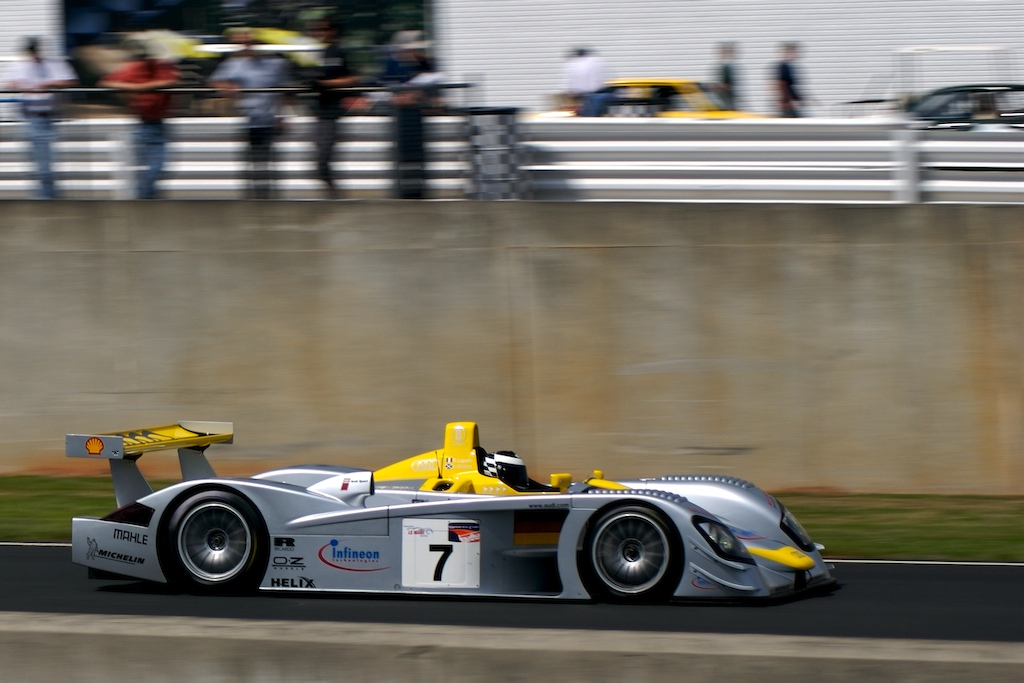
2000-es Audi R8-as, amivel Alboreto halálos balesetet szenvedett

Formula–1-es karrierje után több legendás hosszú távú versenyen is rajthoz állt, amelyeken újra sikereket ért el. 1996-ban az indianapolisi 500-on indult, ám a váltó meghibásodása miatt nem tudta teljesíteni a távot. 1997-ben Stefan Johansson és Tom Kristensen csapattársaként megnyerte a Le Mans-i 24 órás, 2001-ben pedig a Sebringi 12 órás autóversenyt.

## Halála
2001. április 25-én a németországi Lausitzringen az Audi csapat versenyautóját készítette fel a Le Mans-i 24 órás autóversenyre, amikor a bal hátsó gumi defektje miatt elvesztette az uralmát a jármű felett, és 300 km/óra feletti sebességgel a korlátnak ütközött. Alboreto a helyszínen életét vesztette.

## Teljes Formula–1-es eredménysorozata
(Táblázat értelmezése)

(Félkövér: pole-pozícióból indult; dőlt: leggyorsabb kört futott) 

| Év   | Csapat          | 1      | 2      | 3      | 4      | 5      | 6      | 7      | 8      | 9      | 10     | 11      | 12     | 13     | 14      | 15     | 16      | Helyezés | Pont |
| ---- | --------------- | ------ | ------ | ------ | ------ | ------ | ------ | ------ | ------ | ------ | ------ | ------- | ------ | ------ | ------- | ------ | ------- | -------- | ---- |
| 1981 | Tyrrell         | USW    | BRA    | ARG    | SMR Ki | BEL 12 | MON Ki | ESP NK | FRA 16 | GBR Ki | GER NK | AUT Ki  | NED 9  | ITA Ki | CAN 11  | LSV 13 |         | -        | 0    |
| 1982 | Tyrrell         | RSA 7  | BRA 4  | USW 4  | SMR 3  | BEL Ki | MON 10 | USE Ki | CAN Ki | NED 7  | GBR HN | FRA 6   | GER 4  | AUT Ki | SUI 7   | ITA 5  | LSV 1   | 8.       | 25   |
| 1983 | Tyrrell         | BRA Ki | USW 9  | FRA 8  | SMR Ki | MON Ki | BEL 14 | USE 1  | CAN 8  | GBR 13 | GER Ki | AUT Ki  | NED 6  | ITA Ki | EUR Ki  | RSA Ki |         | 12.      | 10   |
| 1984 | Ferrari         | BRA Ki | RSA 11 | BEL 1  | SMR Ki | FRA Ki | MON 6  | CAN Ki | USE Ki | USA Ki | GBR 5  | GER Ki  | AUT 3  | NED Ki | ITA 2   | EUR 2  | POR 4   | 4.       | 30.5 |
| 1985 | Ferrari         | BRA 2  | POR 2  | SMR Ki | MON 2  | CAN 1  | USA 3  | FRA Ki | GBR 2  | GER 1  | AUT 3  | NED 4   | ITA 13 | BEL Ki | EUR Ki  | RSA Ki | AUS Ki  | 2.       | 53   |
| 1986 | Ferrari         | BRA Ki | ESP Ki | SMR 10 | MON Ki | BEL 4  | CAN 8  | USA 4  | BRA 8  | GBR Ki | GER Ki | HUN Ki  | AUT 2  | ITA Ki | POR 5   | MEX Ki | AUS Ki  | 9.       | 14   |
| 1987 | Ferrari         | BRA 8  | SMR 3  | BEL Ki | MON 3  | USA Ki | FRA Ki | GBR Ki | GER Ki | HUN Ki | AUT Ki | ITA Ki  | POR Ki | ESP 15 | MEX Ki  | JPN 4  | AUS 2   | 7.       | 17   |
| 1988 | Ferrari         | BRA 5  | SMR 18 | MON 3  | MEX 4  | CAN Ki | USA Ki | FRA 3  | GBR 17 | GER 4  | HUN Ki | BEL Ki  | ITA 2  | POR 5  | ESP Ki  | JPN 11 | AUS Ki  | 5.       | 24   |
| 1989 | Tyrrell         | BRA 10 | SMR NK | MON 5  | MEX 3  | USA Ki | CAN Ki | FRA    | GBR    |        |        |         |        |        |         |        |         | 11.      | 6    |
| 1989 | Larrousse       |        |        |        |        |        |        |        |        | GER Ki | HUN Ki | BEL Ki  | ITA Ki | POR 11 | ESP NeK | JPN NK | AUS NeK | 11.      | 6    |
| 1990 | Arrows          | USA 10 | BRA Ki | SMR NK | MON NK | CAN Ki | MEX 17 | FRA 10 | GBR Ki | GER Ki | HUN 12 | BEL 13  | ITA 12 | POR 9  | ESP 10  | JPN Ki | AUS NK  | 24.      | 0    |
| 1991 | Arrows          | USA Ki | BRA NK | SMR NK | MON Ki | CAN Ki | MEX Ki | FRA Ki | GBR Ki | GER NK | HUN NK | BEL NeK | ITA NK | POR 15 | ESP Ki  | JPN NK | AUS 13  | 35.      | 0    |
| 1992 | Arrows          | RSA 10 | MEX 13 | BRA 6  | ESP 5  | SMR 5  | MON 7  | CAN 7  | FRA 7  | GBR 7  | GER 9  | HUN 7   | BEL Ki | ITA 7  | POR 6   | JPN 15 | AUS Ki  | 10.      | 6    |
| 1993 | Scuderia Italia | RSA Ki | BRA 11 | EUR 11 | SMR NK | ESP NK | MON Ki | CAN NK | FRA NK | GBR NK | GER 16 | HUN Ki  | BEL 14 | ITA Ki | POR Ki  | JPN    | AUS     | 29.      | 0    |
| 1994 | Minardi         | BRA Ki | PAC Ki | SMR Ki | MON 6  | ESP Ki | CAN 11 | FRA Ki | GBR Ki | GER Ki | HUN 7  | BEL 9   | ITA Ki | POR 13 | EUR 14  | JPN Ki | AUS Ki  | 24.      | 1    |

## Külső hivatkozások
- Nem hivatalos honlapja
- Profilja a grandprix.com honlapon (angolul)